# Chiesa di San Niccolò a Magnale
La chiesa di San Niccolò a Magnale è una chiesa del comune di  Pelago, in provincia di Firenze.

## Storia e descrizione
La chiesa sorge su un'altura che ospitava un castello dei Conti Guidi oggi quasi del tutto scomparso, già ricordato in un documento di Vallombrosa già nel 1029. Il complesso fu ceduto all'abbazia di Vallombrosa nel 1103, e la chiesa fu unita alla chiesa di San Martino a Pagiano nel 1586.  
Un portico risalente al XIX secolo è addossato al prospetto, a due spioventi, su cui si aprono due finestre rettangolari e un occhio ovale che dà luce alla soffitta dove sopravvivono le antiche capriate. L'interno presenta oggi l'aspetto assunto in seguito alla ristrutturazione avvenuta nel Settecento. Quattro confessionali con ricche cornici in pietra e due altari settecenteschi sono addossati alle pareti laterali dell'unica navata. Nella volta affrescata è raffigurata la Madonna della Neve, Angeli e committenti, circondata da architetture illusionistiche. Proviene dalla chiesa un trittico, attribuito a Niccolò di Pietro Gerini, attualmente presso la chiesa di San Martino a Pagiano.